# Grzbiet Zachodnioindyjski

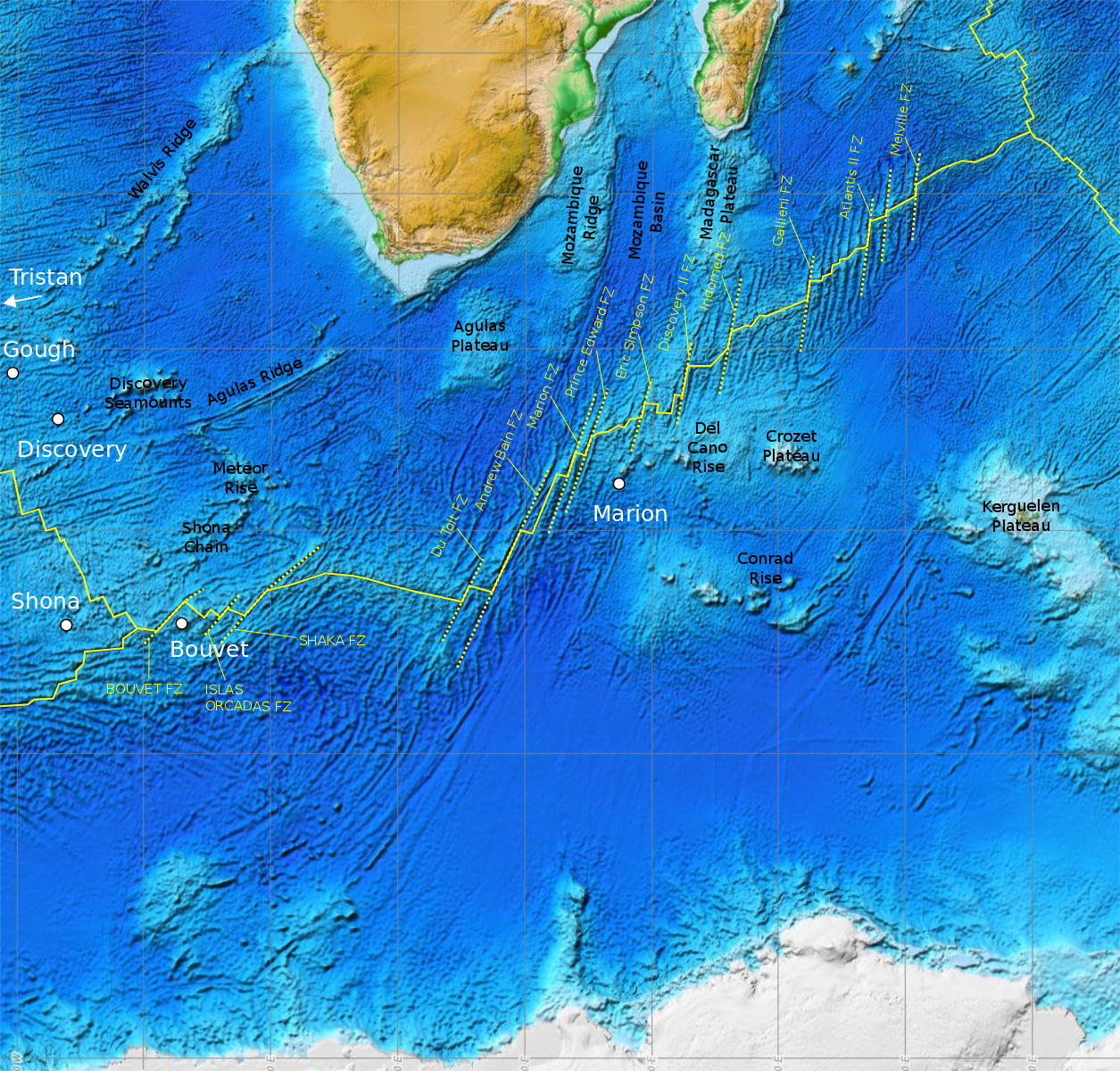
Układ grzbietów pomiędzy Afryką a Antarktydą.

Grzbiet Zachodnioindyjski – fragment systemu śródoceanicznych grzbietów pomiędzy Afryką a Antarktydą.
Grzbiet Zachodnioindyjski oddziela płytę afrykańską od płyty antarktycznej. Przecina południowo-zachodnią część Oceanu Indyjskiego. Rozpoczyna się na północnym wschodzie od węzła potrójnego Rodrigues, w pobliżu wyspy Rodrigues, natomiast między Afryką a Antarktydą łączy się z Grzbietem Afrykańsko-Antarktycznym.
W węźle potrójnym Rodrigues łączy się z Grzbietem Afrykańsko-Antarktycznym i Australijsko-Antarktycznym.